# São Martinho (Alcácer do Sal)
São Martinho ist ein Ort und eine Gemeinde (freguesia) in Portugal im Landkreis von Alcácer do Sal mit einer Fläche von 88,6 km² und 349 Einwohnern (Stand 19. April 2021). Daraus ergibt sich eine Bevölkerungsdichte von 3,9 Einw./km².